# Ноон (язык)
Ноон — язык народа ноон. Относится к северной группе атлантических языков. Распространён в Сенегале (около 33 тыс. носителей), преимущественно в области Тиес.
Используется письменность на основе латинского алфавита. 
|    | Алфавит ноон | Алфавит ноон | Алфавит ноон | Алфавит ноон | Алфавит ноон | Алфавит ноон | Алфавит ноон | Алфавит ноон | Алфавит ноон | Алфавит ноон | Алфавит ноон | Алфавит ноон | Алфавит ноон | Алфавит ноон | Алфавит ноон | Алфавит ноон | Алфавит ноон | Алфавит ноон | Алфавит ноон | Алфавит ноон | Алфавит ноон | Алфавит ноон | Алфавит ноон | Алфавит ноон |
| -- | ------------ | ------------ | ------------ | ------------ | ------------ | ------------ | ------------ | ------------ | ------------ | ------------ | ------------ | ------------ | ------------ | ------------ | ------------ | ------------ | ------------ | ------------ | ------------ | ------------ | ------------ | ------------ | ------------ | ------------ |
| 1. | A            | Aa           | B            | Ɓ            | C            | D            | Ɗ            | E            | Ee           | É            | Ée           | Ë            | Ëe           | F            | G            | H            | I            | Ii           | Í            | Íi           | J            | K            | L            | M            |
|    | a            | aa           | b            | ɓ            | c            | d            | ɗ            | e            | ee           | é            | ée           | ë            | ëe           | f            | g            | h            | i            | ii           | í            | íi           | j            | k            | l            | m            |
| 2. | Mb           | N            | Ñ            | Ŋ            | Nd           | Ñj           | Ŋg           | O            | Oo           | Ó            | Óo           | P            | R            | S            | T            | U            | Uu           | Ú            | Úu           | W            | Y            | Ƴ            | ʼ            |              |
|    | mb           | n            | ñ            | ŋ            | nd           | ñj           | ŋg           | o            | oo           | ó            | óo           | p            | r            | s            | t            | u            | uu           | ú            | úu           | w            | y            | ƴ            | ʼ            |              |